# Saint-Laurent (Creuse)
Saint-Laurent – miejscowość i gmina we Francji, w regionie Nowa Akwitania, w departamencie Creuse.
Według danych na rok 1990 gminę zamieszkiwało 478 osób, a gęstość zaludnienia wynosiła 37 osób/km² (wśród 747 gmin Limousin Saint-Laurent plasuje się na 262. miejscu pod względem liczby ludności, natomiast pod względem powierzchni na miejscu 497.).